# Monte Carlo Show
Monte Carlo Show (The Monte Carlo Show) est une émission de télévision produite par Marty Pasetta; et présentée par Patrick Wayne accompagné de la marionnette Ploom la chenille. L'émission est tournée à Monaco et accueille des vedettes du monde entier. L'émission a été diffusée en syndication aux États-Unis.
En France du 2 janvier 1981 au 5 septembre 1984 sur TF1.

## Voix françaises
- Mike Marshall : Patrick Wayne
- Ploom la chenille : André Tahon
  - Direction artistique : André Tahon[4]
  - Adaptation des dialogues : André Tahon[4]

## Parodie
L'émission a été parodiée dans le Benny Hill Show, sous le titre "Monte Carbolic Show".